# Havran polní
Havran polní (Corvus frugilegus) je středně velký pták z čeledi krkavcovitých (Corvidae). Patří tedy do řádu pěvců. V Česku pravidelně hnízdí, protahuje či zimuje. Náleží mezi silně společenské ptáky. V mimohnízdním období se vyskytuje v početných hejnech. Na společných nocovištích se mnohdy shromažďují i desetitisíce ptáků.

## Taxonomie
Havran polní se vyskytuje ve dvou poddruzích:
- C. f. frugilegus – Evropa a západní Asie;
- C. f. pastinator – zbývající část Asie.[3]

## Popis
- Délka těla: 45–47 cm
- Hmotnost: 200–625 g
- Rozpětí křídel: 81–94 cm.[3]

Je velký přibližně jako vrána, tělo má porostlé tmavým peřím, které má v jasném slunečním světle charakteristický kovově modrý nádech. Nápadné jsou také tzv. kalhotky (odstávající opeření na končetinách) a silný, kuželovitý a špičatý, šedohnědě zbarvený zobák, jehož kořen mají dospělí ptáci od druhého roku života světlý a neopeřený (lysý), čímž je lze odlišit od jiných středoevropských krkavcovitých pěvců. Křídla má ve srovnání s vránou delší a zasahují až na konec ocasu. Samec se od samice neliší. Mladí ptáci mají zhruba do šestého měsíce života kořen zobáku opeřený.
Létá rychle a obratně, ke krouživému plachtění využívá termických proudů. Let je lehký; často je užíváno plachtění.

## Hlas
Havran polní je poměrně hlučný druh. Ozývá se hlubokým krátkým „gag“, „ga“, protáhlým „króó“, „kráá-kráá“, někdy vysokým „kirrr“ i jinými zvuky, zejména zjara.

## Rozšíření

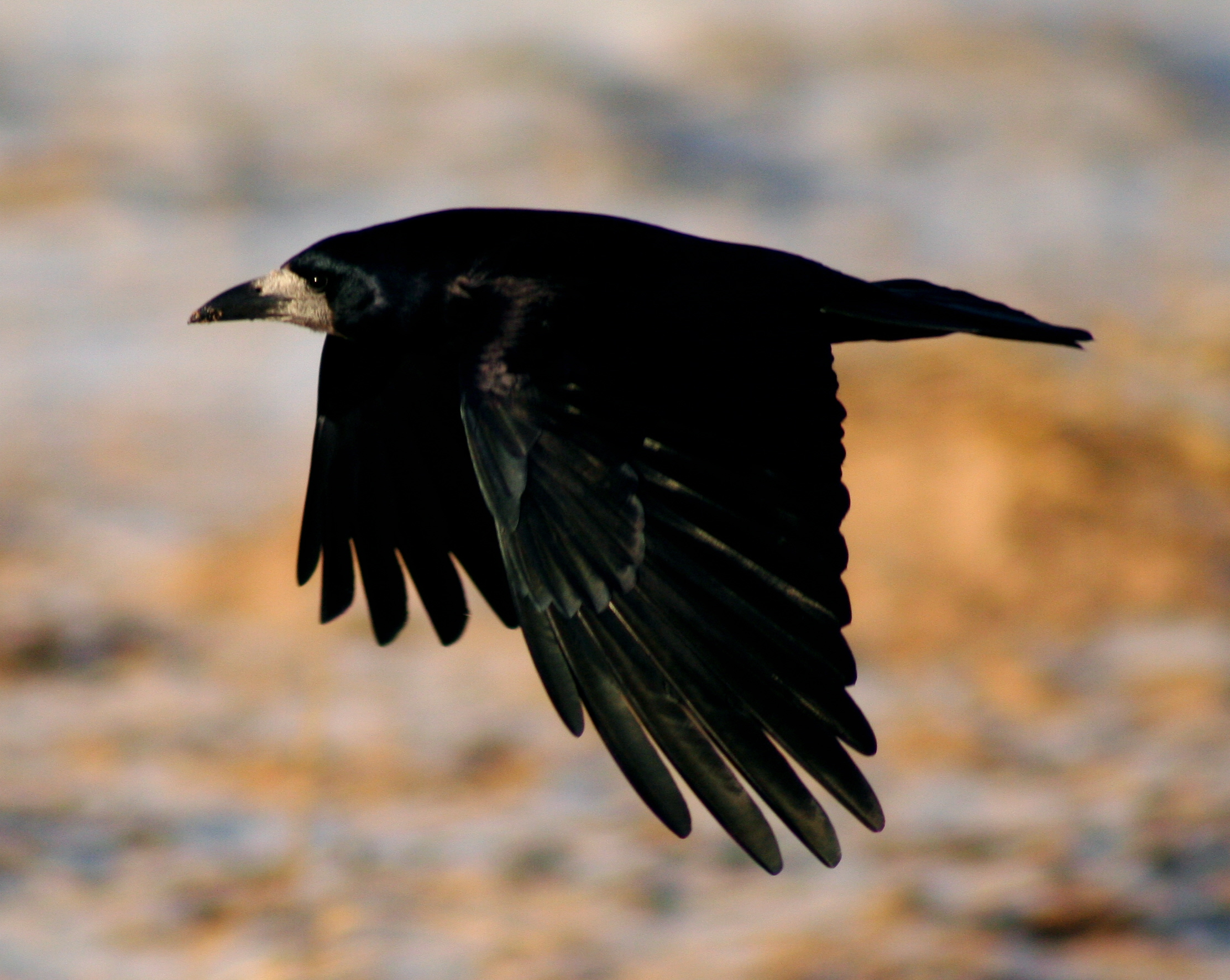
Letící havran

Havran polní má velmi rozsáhlý areál rozšíření a náleží k nejrozšířenějším a nejpočetněji zastoupeným evropským krkavcovitým ptákům. Počet párů hnízdících v Evropě se odhaduje na 8 170 000 až 14 200 000. Vyskytuje se téměř v celé Evropě (kromě severní části Skandinávie a Islandu) a v širokém pásu od západní Asie až po východní pobřeží Japonska. V letech 1862–1874 byl introdukován na Nový Zéland, kde se však v současnosti vyskytuje vzácně. Je převážně tažný, přičemž v zimě se obvykle stěhuje na kratší vzdálenosti.

## Výskyt v Česku
V České republice se vyskytuje po celý rok, místy v hojném počtu. Nejpočetněji je na našem území zastoupen v zimě, kdy se do střední Evropy hromadně stahují ptáci z východní a severovýchodní Evropy. Dle odhadu Jiřího Mlíkovského v Česku zimují dva až čtyři miliony jedinců. Podpěra zmiňuje, že nejvzdálenější zaznamenané místo „našeho“ kroužkovaného havrana leží v Rusku, téměř u hranic Kazachstánu (3238 km, 1977).
Počet hnízdících ptáků byl v letech 1985–1989 odhadován na 2600–3600 párů, v letech 2001–2003 na 3000–4000 párů. Hnízdiště se nacházejí převážně v Polabské nížině, od dolního toku Ohře po Pardubice. Na některých místech jsou kolonie velmi staré. Za nejstarší kolonii v Čechách je pokládána kolonie v Pátku nad Ohří; je možné, že se k ní vztahuje zápis „urbáře z panství královské kanonie premonstrátů na Strahově“ z 15. století. Na hnízdišti ve Veltrusích bylo v roce 1887 napočítáno přes 4000 hnízd, kolonie byla známa již roku 1880 a možná i dříve (zápis z roku 1788). Kolonie v Lovosicích je stará min. 120 let, na Pardubicku více než 80 let (od r. 1936), v Praze hnízdí havrani od 40. let 20. století (poprvé se zde usadili na Štvanici r. 1861). V jižních Čechách hnízdí v okolí Českých Budějovic, ale podle starších zpráv se četné menší kolonie stěhovaly nebo byly vypuzeny. V posledních padesáti letech se havrani rozšířili i po Slezsku včetně Ostravy a vyskytují se i na jižní Moravě. Nejvýznamnější hnízdní kolonie se nacházejí ve Veltrusích, v Pátku nad Ohří, Opavě, Znojmě a v chrudimsko-pardubické aglomeraci.
Během 20. století prodělala populace havrana polního v  celé Evropě výrazné výkyvy početnosti, způsobené zejména používáním pesticidů, preparátů na bázi rtuti a pronásledováním ze strany člověka, které v Červeném seznamu České republiky vedly až k jeho zařazení mezi zranitelné druhy.

## Hnízdění

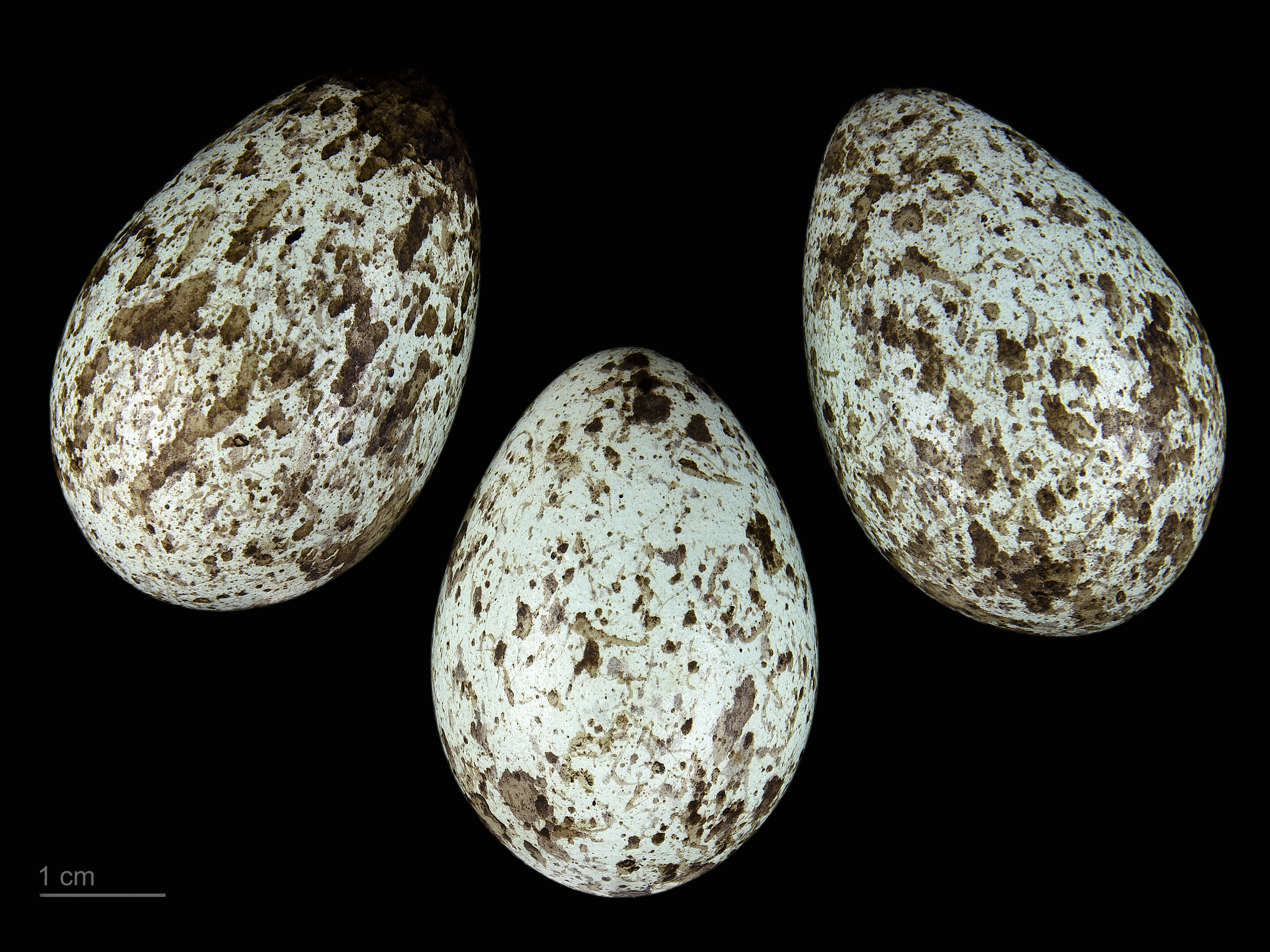
Corvus frugilegus

Hnízdí především v nížinách a pahorkatinách (do 800 m n. m.), zejména podél větších vodních toků. Vyhledává otevřené zemědělsky obhospodařované krajiny s lesíky či skupinami stromů. Hnízdí jednou ročně, v koloniích. V březnu staří havrani tokají před samičkami, s nimiž po léta žijí; klaní se a vydávají milostné zvuky. Mladí ptáci spolu nekrvavě zápasí. Při stavbě hnízda z větví ulamují ptáci větve ze stromů nebo je kradou z nestřežených hnízd sousedů. Hnízdo, které stavějí v korunách slabých nebo nedostupných stromů, je dosti velké a „neupravené“; zpravidla jich bývá v korunách listnáčů více pohromadě. Během dubna až května do něj samička klade 3–5 (2–6) světle hnědých 39,1 × 27,9 mm velkých vajec s tmavými skvrnami. Inkubační doba je 17–20 dnů; na vejcích sedí pouze samice, samec opatřuje samici potravu. Samice havranů sedí od prvního vejce, takže vylíhlá mláďata jsou různě stará. Samec krmí samičku i mláďata z volete. Později obstarávají potravu oba rodiče. Při hnízdění nocují havrani v blízkosti svých hnízd, která hlídají před predátory. Mláďata jsou opeřena po 32–33 dnech a pohlavně dospívají kolem prvního roku života.
Průměrná délka života havrana polního ve volné přírodě je více než 15 let; Podpěra uvádí, že nejvyšší zaznamenaný věk kroužkovaného havrana byl 9 let a 4 dny.

## Potrava
Havran je typickým všežravcem. Potravu hledá při chůzi na zemi, požírá žížaly, dospělý hmyz i larvy, plže, drobné obratlovce, semena, bobule, ovoce, příp. odpadky. V zimě hledá potravu i na skládkách a ve městech. Složení potravního spektra je ovlivněno lokalitou výskytu a ročním obdobím; poměr živočišné a rostlinné potravy je 1 : 2. Při hledání potravy se vyhýbá vysokému porostu, který nemůže přehlédnout, hustému křoví a souvislému lesu. Několikrát byl již zaznamenán u mořského pobřeží, kde loví převážně vodní hmyz a korýše.

## Havran polní a člověk

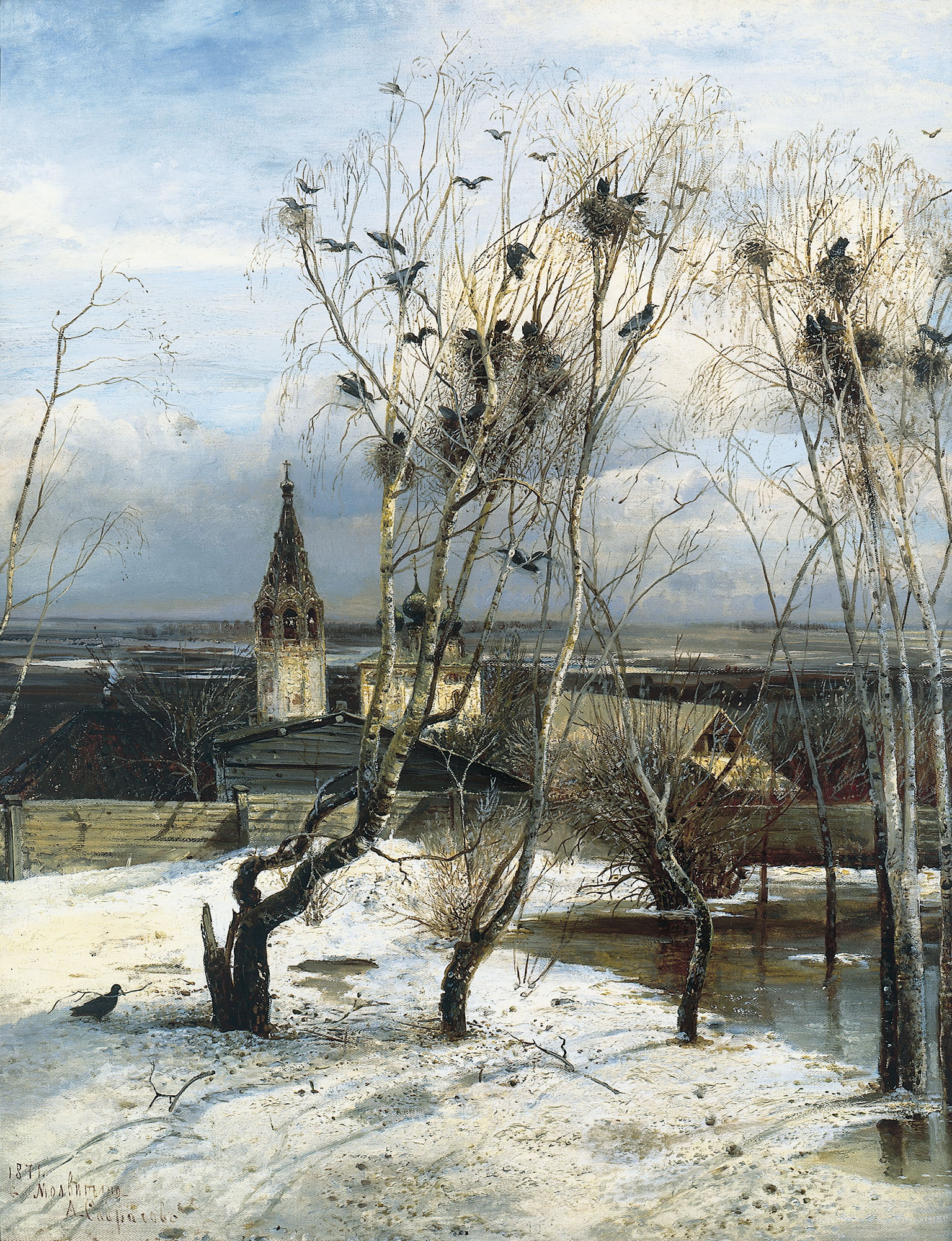
Havrani jsou zpět – obraz od Alexeje Savrasova z roku 1871.

Podobně jako např. krkavec, kavka nebo vrána má i havran polní významné místo v lidové tvorbě. Již od dávných dob vystupuje v dobové literatuře a malířství. Obecně byl symbolem blížícího se zimního období, symbolem chudoby, smůly, zkázy. Podle jiných pověr havrani dokáží svým výrazným krákáním předpovědět déšť nebo blížící se smrt.

## České pojmenování
- Ve staročeštině byla užívána i podoba jména „vran“. Původní podoba slova byla zřejmě *kavo-vornъ, v němž první část souvisí s kavkou a druhá s vránou. Obě jména jsou podle některých názorů onomastického původu.
- Etymologie českých lidových jmen ptáků havran, krkavec: Lašské kuba (kavka) je asi obměnou staročeského koba (krkavec, havran). Staročeké koba, kobčžna (havran) se do češtiny dostalo z německého dialekt. kobbe, koppe (havran), kde se objevuje i v podobě Kob (původně asi hypokoristikon jména Jakob, ale není to jisté). Kubík (krkavec) je z doby Daniela Adama z Veleslavína (Nomenclator quadrilinguis, v Praze 1598); asi má stejnou etymologii jako lašské kuba a staročeské koba, kobčina. Je zřejmé, že tato nářečná jména pro kavku, havrana a krkavce jsou si blízká; u všech se jako východisko uvádí mužské jméno Jakub nebo německá forma Jakob či jeho domácké podoby. Určitou souvislost lze hledat i v církevněslovanském kobъ (osud), od něhož je odvozeno rumunské cóbe, coábe (pták věštící neštěstí).[24]
- Jméno havrana se stalo základovým slovem pro derivaci adjektiva označujícího černou barvu – „havraní“ (z něj pochází ustálené spojení „havraní vlasy“).[24]
- V českém slangu „havrani“ znamená zaměstnance pohřební služby.[25]

Pozn. * znamená nedoložený lexém, morfém, foném